# بادسی
بادسی (به ایتالیایی: Badesi) یک کومونه در ایتالیا است که در استان البیا تمپیو واقع شده‌است.

## خصوصیات
بادسی ۳۰٫۷ کیلومترمربع مساحت و ۱٬۸۶۰ نفر جمعیت دارد و ۱۰۲ متر بالاتر از سطح دریا واقع شده‌است.